# Manuela Villa

Manuela Villa Acosta (Madrid, 27 de septiembre de 1976) es una gestora cultural y política española especializada en arte contemporáneo. Desde febrero de 2024 es directora general de asuntos culturales de Presidencia del Gobierno. Desde octubre de 2021 es secretaría de Cultura y Deporte de la Ejecutiva Federal del PSOE. Desde junio de 2021 es Diputada en la Asamblea de Madrid y Portavoz de cultura del grupo socialista. Desde marzo de 2020 es asesora del Gabinete del ministro de Cultura y Deportes del Gobierno de España. El 26 de marzo de 2021 se une a la candidatura de Ángel Gabilondo del PSOE para las elecciones de la Comunidad de Madrid del 4 de mayo del año 2021.

## Trayectoria profesional
Su formación universitaria comenzó en Londres licenciándose en Sociología por The London School of Economics (LSE), University of London 1996-2000, posteriormente realizó un máster en Periodismo por El País, Universidad Autónoma de Madrid en 2000. De nuevo en Londres amplió su formación realizando un máster de investigación en Curatorial / Knowledge en la Universidad de Goldsmiths del 2015 al 2016.
Su trabajo se ha movido por intereses plurales, desde la gestión cultural, la curaduría, la investigación, la comunicación con un enfoque impulsor y creativo basado en nuevos medios, nuevos entornos y nuevos territorios artísticos.  
Fue una de las creadoras del proyecto independiente Ladinamo (2001-2007), así como codirectora de La noche en blanco de Madrid, siendo asesora de apoyo a la creación en el Ayuntamiento de Madrid, 2007-2009. Ha sido colaboradora en los medios escritos como El País, Vanity Fair o Descubrir el arte.
Desde 2008 trabajó en el centro cultural Matadero de Madrid, primero como responsable de contenidos y paralelamente, a partir de 2017, como responsable del Centro de Residencias Artísticas hasta 2020.
Fundadora de proyectos como Archivo de creadores de Madrid, El Ranchito  y también del Programa de pensamiento Comunidad y Teoría, desarrollado por los grupos de investigación Decolonizando las estéticas y el conocimiento, Ecología, nuevos territorios y paisajes en arte contemporáneo y Laboratorio de educación disruptiva.
· Cocreadora de proyectos como Levadura. Programa de residencias para creadores en escuelas, facilitadora de proyectos como Conciencia Afro. Festival y espacio de cultura afrodescendiente, así como el programa de estudios migrantes Programa Orientado a las Prácticas Subalternas (POPS) (o Li-Wai. Residencias de investigación y acción de la comunidad chino-descendiente).
· Cocreadora del programa de movilidad artística Matadero Madrid-AECID, del programa de residencias de música, del programa de residencias para artistas locales o del programa de residencias de comisarios internacionales.
· Cocreadora de las jornadas Hacer / Pensar. La gestión cultural como práctica de pensamiento en el Museo Nacional Centro de Arte Reina Sofía en Madrid
· Comisaria del programa de intervenciones site specific Abierto x Obras, con artistas como Teresa Solar, Carlos Garaicoa, Sara Ramo, Los Carpinteros, Cristina Lucas, Eugenio Ampudia, Jordi Colomer, Cabello / Carceller o Fernando Sánchez Castillo, por mencionar algunos.
Comisaria para Matadero Madrid en otros centros en régimen de itinerancia como Palais de Tokyo de París, Museo Carrillo Gil de Ciudad de México, Patio Herreriano de Valladolid y Centro Galego de Arte Contemporáneo de Santiago de Compostela.
Codirectora del Máster propio de gestión cultural internacional e innovación social en la Universidad Complutense de Madrid de junio de 2018 a marzo de 2020.
En febrero de 2024, fue nombrada directora del Departamento de Asuntos Culturales del Gabinete de la Presidencia del Gobierno.

## Publicaciones

### Artículos
Publicó numerosos textos curatoriales sobre las exposiciones que organizó y los autores expuestos.
- 2011, texto de presentación de Introducción al catálogo Abierto x Obras. 11 intervenciones site specific en una cámara frigorífica.
- 2014, de diversos artistas: Todo es capital. Un relato posible sobre la historia del capitalismo. Texto curatorial para el catálogo de Cristina Lucas. Es capital y sobre Sara Ramo Naturaleza, devenir y juego Desvelo y traza.
- 2015 con el título Experimentos de institucionalidad híbrida, en el libro Ni arte ni educación. Una experiencia en la que lo pedagógico vértebra lo artístico del Grupo de educación de Matadero Madrid.
- 2018 Injerta en abril y a los tres años tendrás uvas mil. Texto en el libro Pedagogías feministas, políticas de cuidado y educación, del Grupo de educación de Matadero Madrid
- 2019 Imaginar las residencias como espacios educativos y transformadores de lo social. Conversación con Amador F. Savater. Texto en el libro Residencias Exchange [23]

### Libros
- 2006 10 años de PHotoEspaña[24]
- 2007 Editora del libro Guía de colectivos copyleft de Madrid[25]
- 2007 Arte Emergente en España / Emerging Art in Spain[26]
- 2008 Una noche para una obra [27]